# Unión de Arrás

Mapa de los Países Bajos españoles, la Unión de Utrecht y la Unión de Arrás.

La unión de Arrás fue un acuerdo internacional firmado el 5 de enero de 1579 en la ciudad de Arrás por el que algunas provincias del sur de los Países Bajos reconocían la soberanía de Felipe II en el marco de la guerra de los Ochenta Años. Algunos de los territorios que formaban dichas provincias forman parte de Francia desde 1659, tras la firma del Tratado de los Pirineos, 1668 con la firma del Tratado de Aquisgrán y 1678 mediante los Tratados de Nimega.

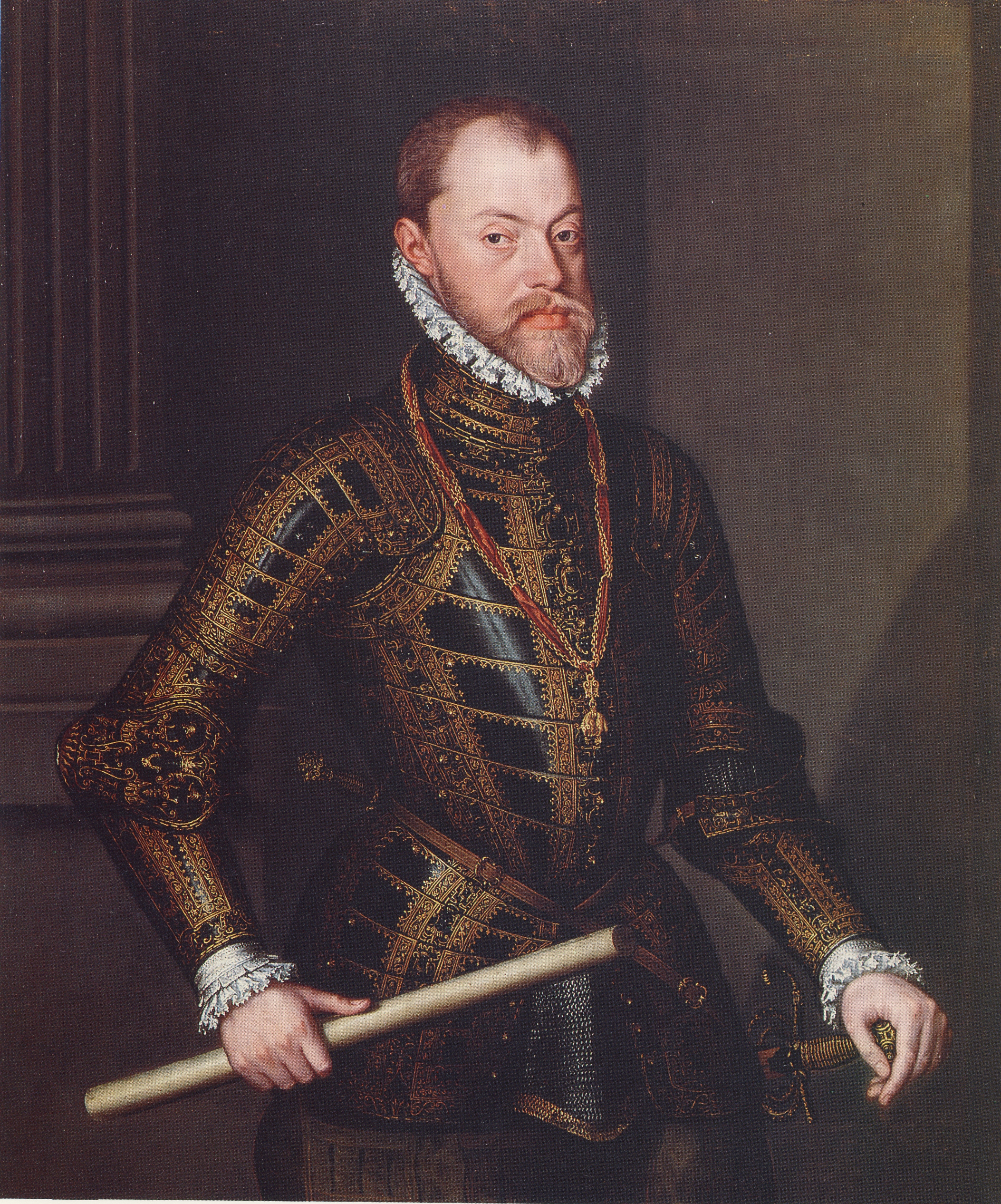
El rey Felipe II de España en armadura, retratado por Alonso Sánchez Coello (1570).

Los puntos acordados en la unión fueron los siguientes:
- Expulsión de las tropas extranjeras.
- Organización del Consejo de Estado en el mismo modo en que lo estuvo durante el reinado de Carlos V.
- Dos tercios de los miembros del Consejo de Estado debían ser aceptados por todos los miembros.
- Todos los privilegios vigentes antes de la rebelión se debían volver a instaurar.
- El catolicismo era la única religión. El calvinismo debía ser perseguido.

Las partes firmantes de la unión fueron:
- El condado de Henao.
- El condado de Artois.
- Douai, Lila y Orchies.

Rápidamente se fueron uniendo ciudades de amplia mayoría católica como Aalst, Bailleul, Bourbourg, Geraardsbergen, Malinas y Nivelles.
Las provincias de Namur, Luxemburgo (nunca se sumó a la revuelta) y el Ducado de Limburgo, pese a ser favorables a la unión de Arrás, no firmaron el acuerdo.
La respuesta de las provincias que se mantenían rebeldes fue la unión de Utrecht firmada unos días más tarde.